# Oeuvre van Thomas Dunhill
Het oeuvre van Thomas Dunhill is veelzijdig, maar werd al na de jaren dertig van de 20e eeuw niet vaak meer uitgevoerd; zijn muziek werd als te traditioneel beschouwd (zie hoofdartikel). Een aantal van de onderstaande werken zijn studieboeken voor kinderen, die hun eerste stap zetten naar een pianostudie. Andere vallen in de categorie lichte muziek. Het niet uitvoeren van het werk van Dunhill heeft tot gevolg gehad dat een aantal partituren wellicht verloren is gegaan of zo onbekend is, dat niemand meer weet dat ze van Dunhill afkomstig zijn. Dat alles resulteert anno 2007 in een niet volledige opuslijst. Jaartallen van componeren of uitgifte ontbreken vaak, omdat die simpelweg nergens te traceren zijn. Onderstaand een reconstructie van gegevens bekend in januari 2008.

## Werken met opusnummer (incompleet)
- Opus 1: Suite of Valses
- Opus 2: Night (lied)
- Opus 3: Kwintet voor hoorn, klarinet, viool, cello en piano
- Opus 4: Niet bekend
- Opus 5: Sixteen variations on an original theme
- Opus 6: Kwintet in f mineur voor twee violen, altviool, cello, hoorn
- Opus 7:Niet bekend
- Opus 8: Scherzo
- Opus 9: Two songs (Sleep sweet baby/ Infant joy)
- Opus 10: Niet bekend
- Opus 11: Princess Chia
- Opus 12: Valse fantasia voor dwarsfluit
- Opus 13: Four easy pieces
- Opus 14: Concertstudie
- Opus 15: Tuban Cain
- Opus 16: Pianokwartet
- Opus 17: Drie stukken voor viool en piano
- Opus 18: Variaties op een origineel thema (1905)
- Opus 19: Comrades
- Opus 20: Pianokwintet
- Opus 21: Niet bekend
- Opus 22: Niet bekend
- Opus 23: Niet bekend
- Opus 24: Phantasies
- Opus 25: The Pixies (1925)
- Opus 26: Pianotrio in C
- Opus 27: Vioolsonate nr. 1
- Opus 28: The Fairy Staff
- Opus 29: John Gilpin
- Opus 30: The wind among the Reed (liederencyclus)(1912)
- Opus 31: Children garden’s of melodies, waarschijnlijk een studieboek voor piano met de volgende werkjes: A Little Hush-Song; A Sad Story; A Song Of Erin; Gavotte In G; Jock Plays The Bagpipes; Melody In C; On The River Bank; Swaying Branches; The Old Abbey; The Old Windmill; The Sheep On The Downs; Where The Nodding Violet Grows.
- Opus 32: Capricious Variations on an Old English Tune (Sally in our alley) (1910)
- Opus 33: Twee stukken (alla menuetto en Alle Bourree)
- Opus 34: Niet bekend
- Opus 35: Sea Fairies
- Opus 36: Fantasietrio voor piano, viool en altviool
- Opus 37: Recreation
- Opus 38: Niet bekend
- Opus 39: The King’s Threshold (1913)
- Opus 40: Niet bekend
- Opus 41: Dance suite voor strijkers (1919)
- Opus 42: Niet bekend
- Opus 43: Niet bekend
- Opus 44: Niet bekend
- Opus 45: Niet bekend
- Opus 46: Niet bekend
- Opus 47: Fantasie in F majeur voor strijkkwartet
- Opus 48: Symfonie (1916)
- Opus 49: The masque of the shoe
- Opus 50: 1916-1917:Vioosonate nr. 2
- Opus 51: Niet bekend
- Opus 52: Niet bekend
- Opus 53: Niet bekend
- Opus 53B: Fancies
- Opus 54: Three Carasteric pieces for piano
- Opus 55: Niet bekend
- Opus 56B: Three woodland dances
- Opus 57: Elegiac variations (Parry)(Gloucester)(1922)
- Opus 58: Niet bekend
- Opus 59: Niet bekend
- Opus 60: Chiddingfold suite
- Opus 61: Niet bekend
- Opus 62: Niet bekend
- Opus 63: Trio voor twee violen en altviool
- Opus 64: Sextet voor zes violen
- Opus 65: Niet bekend
- Opus 66A: Guildford suite
- Opus 67; Three pieces
- Opus 68: Niet bekend
- Opus 69: Niet bekend
- Opus 70: Pasttime and good company
- Opus 71: Lyrical Phantasy on a Homage Theme
- Opus 72: In rural England
- Opus 73: Tantivy Towers (1931)
- Opus 74: The wheel of progress
- Opus 75: Walssuite (1943)
- Opus 76: Niet bekend
- Opus 77: Enchanted Garden
- Opus 78: Songs to Rhyms
- Opus 79: Dick Whittington (1935)
- Opus 80: Dance in miniature (1935)
- Opus 81: Three short pieces (voor hobo)
- Opus 82: Vectis;
- Opus 83: Four pieces
- Opus 84: Niet bekend
- Opus 85: Niet bekend
- Opus 86: Gallimaufry (das Eisköniging)(Hamburg, 1937)
- Opus 87: Alla Pavana and Romanesca
- Opus 88: Niet bekend
- Opus 89: trio voor hobo, hoorn en fagot
- Opus 90: Something in the city
- Opus 91: Phantasy suite (voor klarinet)
- Opus 92: Concertino voor twee violen en orkest
- Opus 93: Suite in five movements
- Opus 94: Niet bekend
- Opus 95: Cornucopia (voor hoorn)
- Opus 96: Lyrische Suite (voor fagot)
- Opus 97: Friendship’s Garland
- Opus 98: Divertimento (1942)
- Opus 99: Tryptich voor altviool (1942)
- Opus 100: Maytime overture (1945)
- Opus 101: Four original pieces (voor piano of orgel)

## Werken zonder opusnummer (incompleet)
- Happy families (1933)
- Rhapsodie in A (1903)
- Songs of the River
- Christmas Rose
- Pleasantries  voor twee violen en altviool
- Kwintet voor hoorn en strijkkwartet
- Valse Fantasia
- White Peacocks
- Tambourine dance
- Land
- Sea
- Songs of King’s men;
- Dynasts
- Pianowerken: In the Cowslip Meadow, Pamela's Garden, The Pied Piper, A Story Book, When Leaves Are Green, In Varying Moods and Lyric Thoughts; The Wheel of Progress,
- Liederen: Beauty and Beauty, A Child's Song of Praise, Countryside Ditties, The Dandelion, Snowdrops, If a Mouse Could Fly, Three Fine Ships en The Happy Man.